# سعود فريان
سعود فريان ، لاعب كرة قدم كويتي سابق. لعب مع نادي الفحيحيل.